# Les Trois Sœurs Minkelsönn
Les Trois Sœurs Minkelsönn est le premier tome de la série de bande dessinée Les Mondes de Thorgal - La Jeunesse, dont le scénario a été écrit par Yann et les dessins et couleurs réalisés par Roman Surzhenko. L'album fait partie d'une série spin-off (Les Mondes de Thorgal) et suit les aventures du jeune Thorgal entre le tome 7 (L'Enfant des étoiles) et le tome 1 (La Magicienne trahie) de la série principale Thorgal.

## Synopsis
Les vikings de Gandalf-le-fou sont partis en expédition depuis fort longtemps. Ceux restés au village meurent de faim à cause d'un hiver particulièrement rude. Thorgal, devenu scalde, vit à l'écart et Aaricia vient lui apporter de la nourriture. 
Björn, le fils de Gandalf, veut profiter de la famine pour se débarrasser une bonne fois pour toutes de Thorgal, prétextant un sacrifice humain aux Dieux.
Mais Thorgal, en chantant pour Aaricia, attire trois baleines dans la baie. Elles sont aussitôt prises au piège par les Vikings qui envisagent de les dépecer pour avoir de la nourriture.
L'une des baleines parle en pensée à Thorgal et lui explique qu'elles sont les trois sœurs Minkelsönn.
Hiérulf-le-Penseur, qui a réussi à faire retarder l'abattage des cétacés, apprend à Thorgal l'histoire de ces trois sœurs, punies et transformées en baleines par la déesse Frigg, épouse d'Odin, à la suite de mensonges de Loki. Il existerait toutefois un moyen de les délivrer de cet enchantement en se rendant chez les vieilles Nornes, de redoutables sorcières que le chant de Thorgal pourrait amadouer.
Hiérulf offre encore quelques jours de répit aux baleines tandis que Thorgal part chez les Nornes. 
En son absence, Aaricia qui s'est privée de nourriture, tombe gravement malade mais est sauvée par la déesse Frigg. Toujours faible, elle part rejoindre Thorgal. Björn, Hiérulf et d'autres vikings partent à sa recherche et la retrouvent très faible mais vivante, ayant été réchauffée par les chats ailés de Frigg. Cette dernière, qui doute maintenant de la véracité des affirmations de Loki quant aux propos des sœurs Minkelsönn, ne reviendra pas sur sa décision de les laisser périr.

## Publications
- Le Lombard, février 2013  (ISBN 978-2803631308)
- Sphinx d'or, 2014, édition luxe avec couverture couleur
- Sphinx d'or, 2014, édition luxe avec couverture crayonnée